# ジャーメイン・ブラウン
ジャーメイン・ブラウン（Jermaine Brown、1991年7月4日 ‐ ）は、ジャマイカの陸上競技選手。専門は短距離走。4×200mリレーの世界記録保持者、300mの室内ジャマイカ記録保持者である。

## 経歴
2014年3月8日のソポト世界室内選手権男子4×400mリレー予選でジャマイカチームのアンカーを務め、3分06秒12をマークしての決勝進出に貢献したが、決勝の出番はなかった。ジャマイカは決勝で3位に入り銅メダルを獲得したため、予選を走ったブラウンもメダルを手にした。
2014年5月24日の世界リレー男子4×200m予選でジャマイカチームの2走（ラシード・ドワイヤー、ブラウン、ジェイソン・リバーモア、ウォーレン・ウィア）を務め、1分20秒15の大会記録（当時）を樹立しての決勝進出に貢献すると、ジャマイカチームの3走（ニッケル・アシュミード、ウォーレン・ウィア、ブラウン、ヨハン・ブレーク）を務めた決勝では1分18秒63の世界記録を樹立し、1994年にサンタモニカトラッククラブ（マイク・マーシュ、リロイ・バレル、フロイド・ハード、カール・ルイス）がマークした1分18秒68を更新しての金メダル獲得に貢献した。
2015年1月31日のアーモリー招待（Armory track Invitational）男子300mで32秒91の室内ジャマイカ記録を樹立し、2003年にダヴィアン・クラークがマークした32秒97を更新した。
2015年5月3日の世界リレー男子4×200m予選でジャマイカチームの3走を務め、1分20秒19をマークしての決勝進出に貢献したが、決勝での出番はなかった。

## 自己ベスト
記録欄の（　）内の数字は風速（m/s）で、+は追い風を意味する。
| 種目 | 記録          | 年月日        | 場所           | 備考               |
| 屋外 | 屋外          | 屋外          | 屋外           | 屋外               |
| ---- | ------------- | ------------- | -------------- | ------------------ |
| 100m | 10秒26 (+0.3) | 2012年5月26日 | オーランド     |                    |
| 200m | 20秒28 (+0.6) | 2014年8月16日 | メキシコシティ |                    |
| 室内 |               |               |                |                    |
| 50m  | 5秒84         | 2014年1月31日 | サスカトゥーン |                    |
| 60m  | 6秒62         | 2014年1月24日 | アルバカーキ   |                    |
| 200m | 20秒59        | 2014年2月14日 | アルバカーキ   |                    |
| 300m | 32秒91        | 2015年1月31日 | ニューヨーク   | 室内ジャマイカ記録 |
| 400m | 46秒24        | 2014年2月8日  | アルバカーキ   |                    |

## 主要大会成績
備考欄の記録は当時のもの
| 年   | 大会                                       | 場所               | 種目    | 結果       | 記録            | 備考       |
| ---- | ------------------------------------------ | ------------------ | ------- | ---------- | --------------- | ---------- |
| 2007 | カリフタゲームズ (en) (U17)                | プロビデンシアリス | 100m    | 3位        | 10秒65 (+1.0)   |            |
| 2007 | カリフタゲームズ (en) (U17)                | プロビデンシアリス | 200m    | 2位        | 21秒25 (+1.2)   |            |
| 2013 | 中央アメリカ・カリブ選手権 (en)            | モレリア           | 200m    | 8位        | 20秒92 (+0.5)   |            |
| 2013 | 中央アメリカ・カリブ選手権 (en)            | モレリア           | 4x100mR | 2位        | 38秒86 (3走)    |            |
| 2014 | 世界室内選手権                             | ソポト             | 4x400mR | 予選1組2着 | 3分06秒12 (4走) | 決勝進出   |
| 2014 | 世界リレー (en)                            | ナッソー           | 4x200mR | 優勝       | 1分18秒63 (3走) | 世界記録   |
| 2014 | パンアメリカン スポーツフェスティバル (en) | メキシコシティ     | 200m    | 3位        | 20秒28 (+0.6)   | 自己ベスト |
| 2015 | 世界リレー (en)                            | ナッソー           | 4x200mR | 予選1組1着 | 1分20秒19 (3走) | 決勝進出   |